# Cláudio Tencati
Cláudio Aparecido Tencati (Indianópolis; 9 de diciembre de 1973) es un entrenador ítalo-brasileño de fútbol. Actualmente está sin club.

## Trayectoria
Nacido en Indianópolis (Paraná), Tencati comenzó su carrera en Cianorte siendo preparador físico, asistente técnico y entrenador juvenil entre 1997 y 2005.Antes de la temporada 2006, después de ser asistente e interino, fue nombrado entrenador del primer equipo.
Tencati fue despedido de Cianorte el 16 de octubre de 2008y fue nombrado entrenador del Paranavaí para la campaña de 2009. Despedido el 2 de febrero de ese año, se trasladó a Iraty en 2010 para trabajar como entrenador de la plantilla sub-20.
El 21 de abril de 2011 fue nombrado nuevo entrenador del Londrina. Mientras estaba en el club ganó el Campeonato Paranaense Série Prata de 2011, el Campeonato Paranaense de 2014 y logró dos ascensos consecutivos en la Série D de 2014 y la Série C de 2015. Además también ganó la Primeira Liga 2017.
En noviembre de 2017, dejó Londrina después de seis años al frentey se hizo cargo de Atlético Goianiense en la Série B el 30 de enero del año siguiente, pero fue despedido el 13 de octubre.
El 19 de marzo de 2019, reemplazó a Marcelo Chamusca al frente de Vitória,aunque fue despedido el 19 de mayo.Regresó a Londrina el 22 de agosto,pero fue despedido el 28 de septiembre después de solo una victoria en ocho partidos.
El 1 de noviembre de 2020, fue nombrado entrenador del Brasil de Pelotas.Sin embargo, fue despedido el 29 de julio del 2021 por una serie de malos resultados.
En octubre de 2021, fue oficializado como entrenador del Criciúma en reemplazo de Paulo Baier.Tencati llevó al club a la segunda división en su primera temporada,ganó el Campeonato Catarinense Série B en la segunday también obtuvo el Campeonato Catarinense en la tercera,al mismo tiempo que logró el ascenso a la Série A.El 28 de noviembre de 2023 renovó su contrato con el club por un año más.Luego de que se consumara el descenso a la segunda división, se anunció su salida del cargo en diciembre de 2024.
El 13 de marzo de 2025, inició su segunda etapa al frente del Atlético Goianiense. Sin embargo, el 13 de mayo, dejó su cargo para asumir al frente del Juventude de la Serie A. El 29 de julio, fue relevado de sus funciones por una serie de malos resultados.

## Clubes

### Como entrenador
| Club                | País   | Año       |
| ------------------- | ------ | --------- |
| Cianorte            | Brasil | 2006-2008 |
| Paranavaí           | Brasil | 2009      |
| Londrina            | Brasil | 2011-2017 |
| Atlético Goianiense | Brasil | 2018      |
| Vitória             | Brasil | 2019      |
| Londrina            | Brasil | 2019      |
| Brasil de Pelotas   | Brasil | 2020-2021 |
| Criciúma            | Brasil | 2021-2024 |
| Atlético Goianiense | Brasil | 2025      |
| Juventude           | Brasil | 2025      |

## Palmarés

### Como entrenador
| Título                        | Club     | País   | Año  |
| ----------------------------- | -------- | ------ | ---- |
| Campeonato Paranaense Série B | Londrina | Brasil | 2011 |
| Campeonato Paranaense         | Londrina | Brasil | 2014 |
| Primera Liga                  | Londrina | Brasil | 2017 |